# Cathédrale de Verceil
La cathédrale de Verceil (italien : Duomo di Vercelli) ou cathédrale Saint-Eusèbe (Cattedrale Metropolitana di Sant'Eusebio) est l'église-mère de l'archidiocèse de Verceil. Érigée près de la sépulture de saint Eusèbe de Verceil, premier évêque et saint patron du Piémont, elle compte plusieurs œuvres d'art importantes, dont le monumental crucifix ottonien. Elle a été élevée à la dignité de basilique mineure par le pape Grégoire XVI en 1834 et déclarée monument national italien en 1940.

## Histoire
La cathédrale actuelle est construite sur l'emplacement d'un bâtiment de l'église datant du IVe siècle. Au cours du Moyen Âge, l'église a été rénovée à plusieurs reprises. Au XIe siècle, eut lieu la première restauration, en raison de sa dégradation excessive et de l'incendie (997) qui avait bouleversé la structure. Au XIIe siècle, date du campanile encore existant, la cathédrale avait cinq nefs divisées par des colonnes, avec un transept, et était précédée par un grand portique. L'abside est ornée de mosaïques et dans le sanctuaire a été placée la chaire sculptée par Benedetto Antelami.
Dans la seconde moitié du XVIe siècle, Pellegrino Tibaldi, a réaménagé le bâtiment, détruisant ce qui restait de l'église médiévale, dont le chœur et le presbytère ; elle a été redéfinie avec la construction de chapelles sur les côtés, et de nouvelles allées, ces travaux ont pris fin au XVIIIe siècle. Au début du XIXe siècle, l'urne contenant les ossements de Saint Eusèbe a été placée sous l'autel.

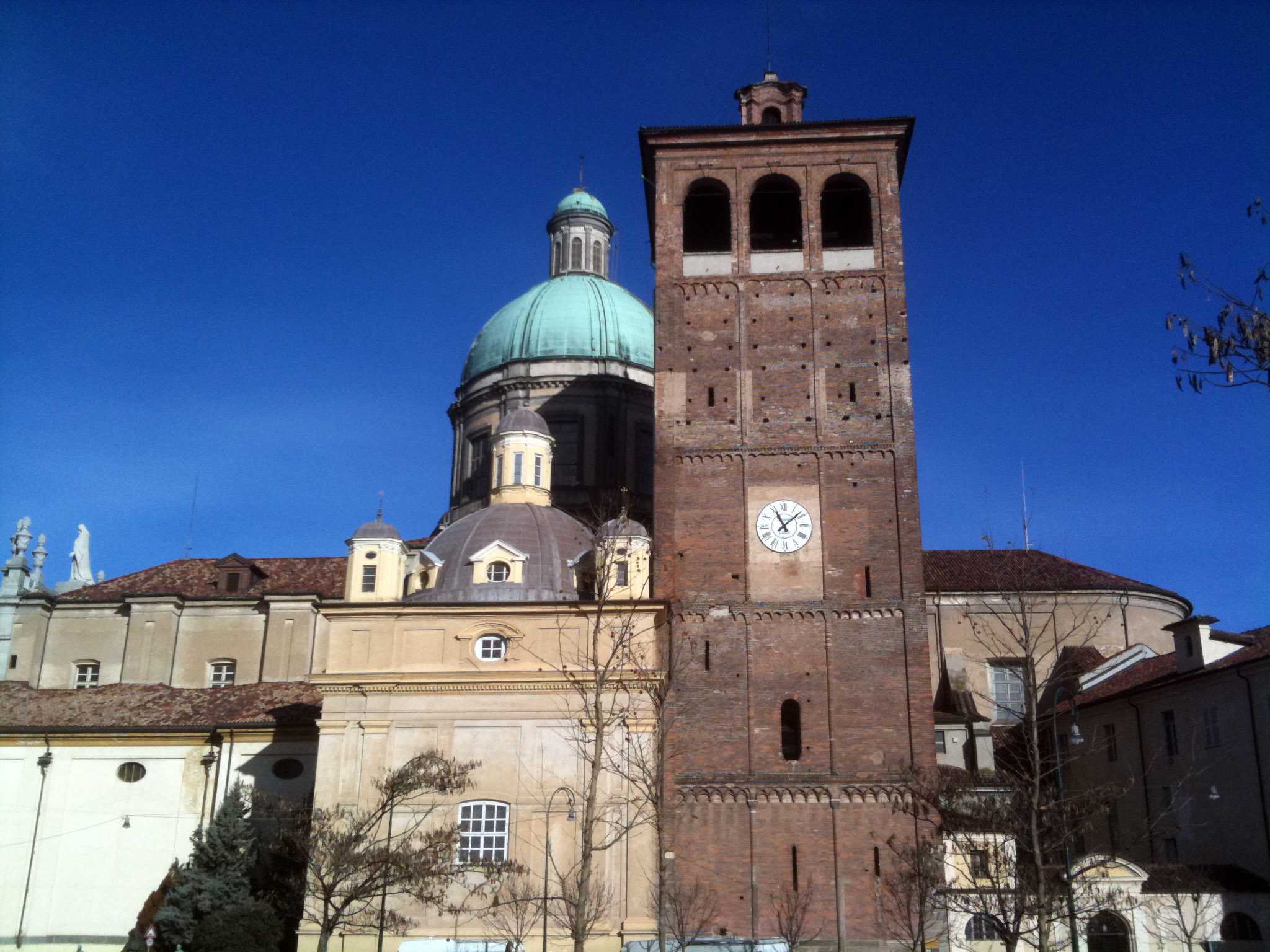
Campanile et dôme.
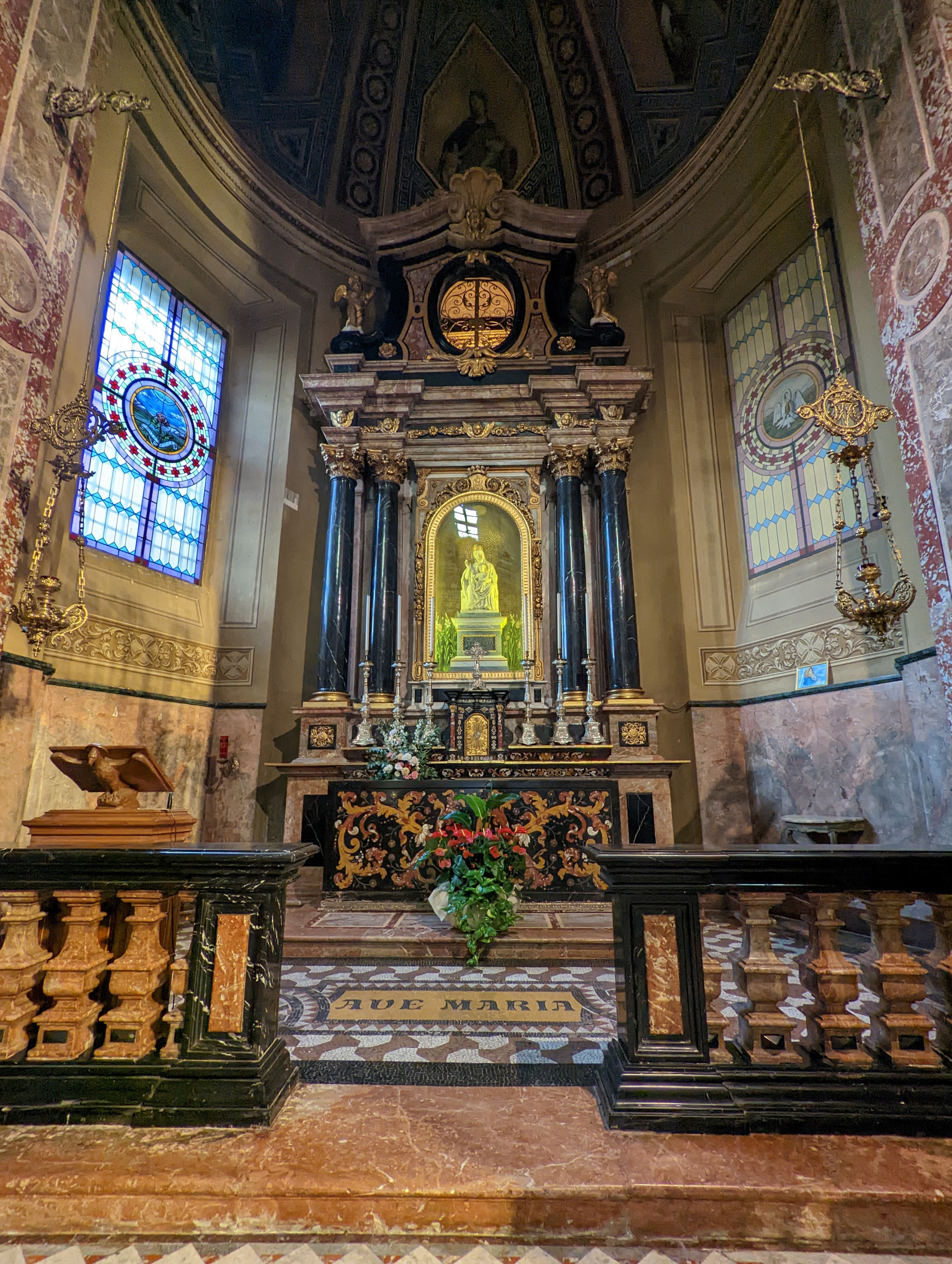
Chapelle Notre-Dame de la Gifle.
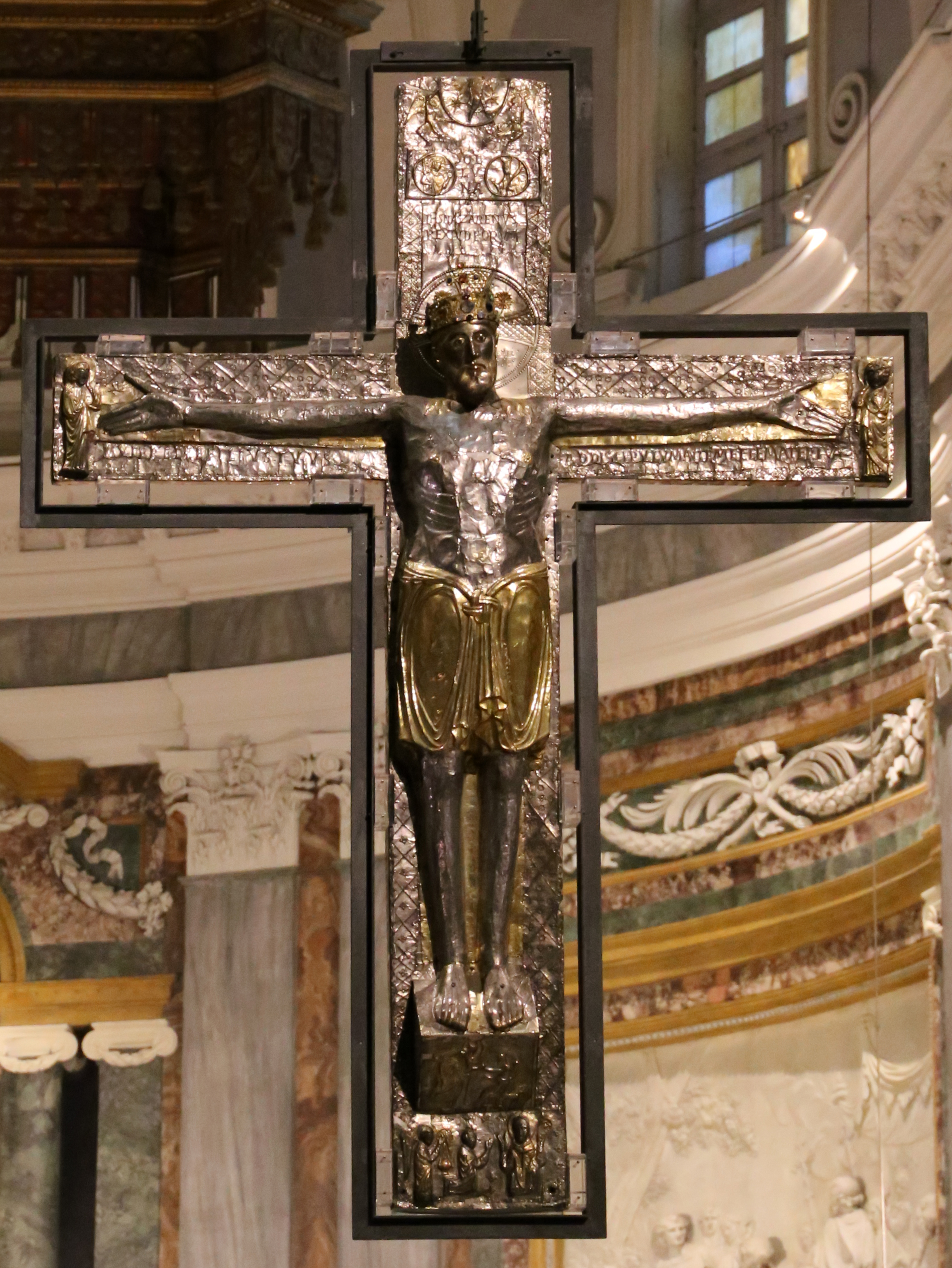
Crucifix monumental du chœur.
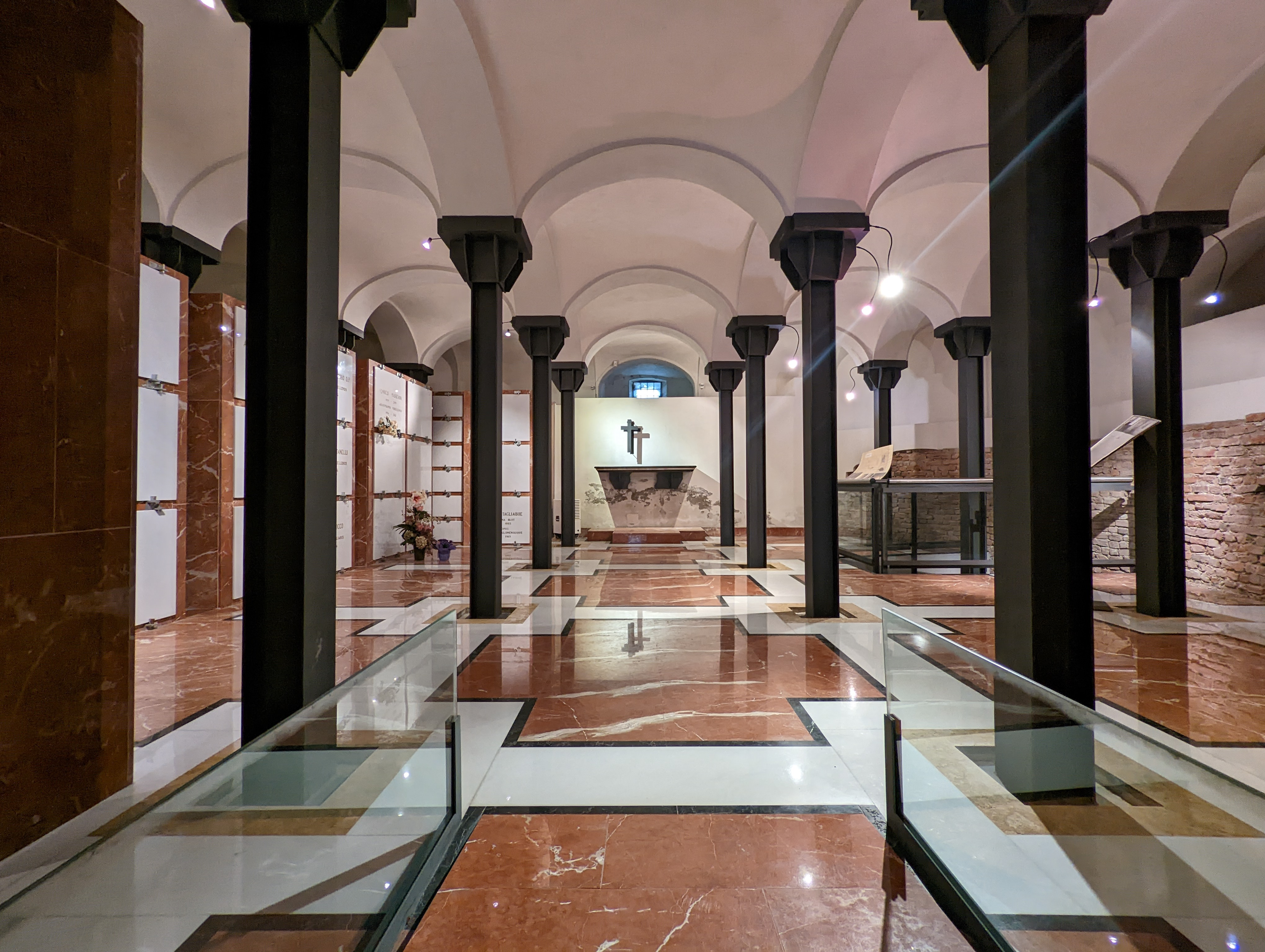
Crypte des évêques.

## Sépultures
La cathédrale Saint-Eusèbe accueille plusieurs sépultures de membres de la maison de Savoie :
- le duc Amédée IX de Savoie († 1472), son corps est ensuite « exhumé en 1518 et dispersé en reliques en 1677 »[1] ;
  - Yolande de France († 1478), sa femme ;
  - Jean-Claude Galléas († 1472), son ﬁls posthume ;
- le duc Charles II (III) († 1553) ;
- le duc Victor-Amédée Ier († 1637).

## Source
- (it) Cet article est partiellement ou en totalité issu de l’article de Wikipédia en italien intitulé « Duomo di Vercelli » (voir la liste des auteurs).

### Articles liés
- Archidiocèse de Verceil
- Verceil
- Liste des cathédrales d'Italie